# قائمة البعثات الدبلوماسية البوتسوانية

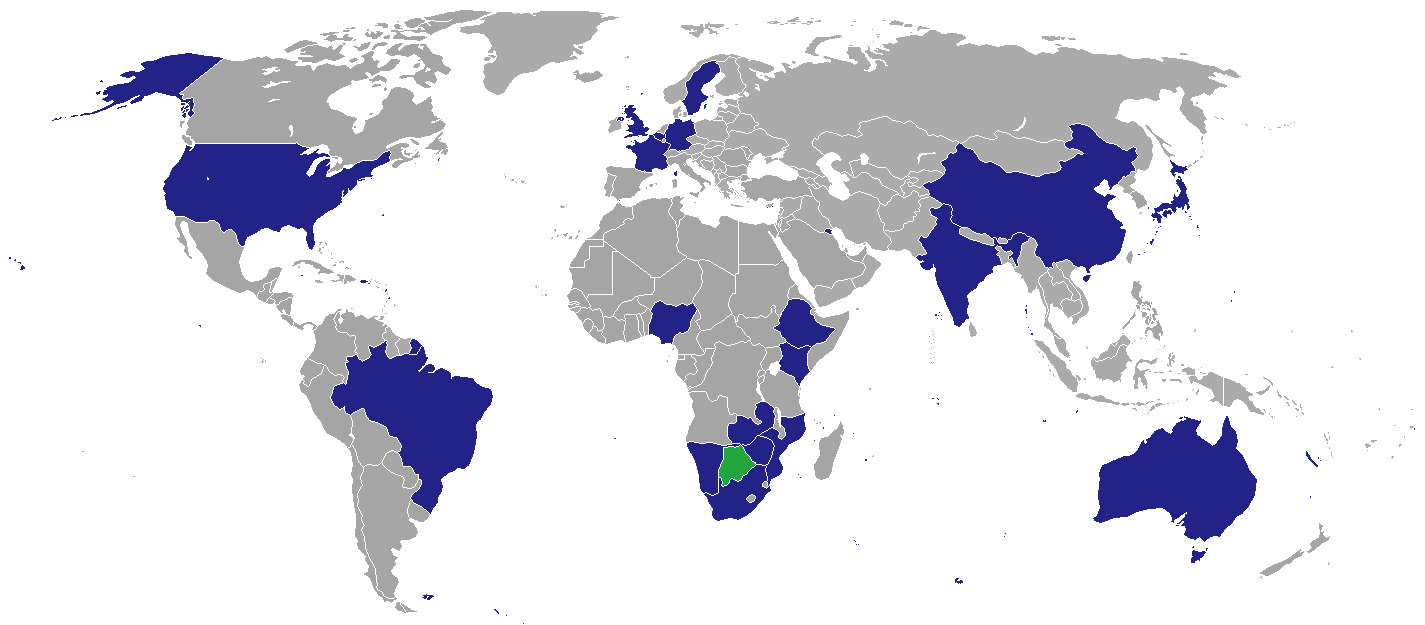
دول تستضيف بعثات دبلوماسية بوتسوانية

هذه قائمة البعثات الدبلوماسية البوتسوانية. لدى بوتسوانا شبكة محدودة نسبياً ولكنها ممتدة حول العالم من البعثات الدبلوماسية في دول الخارج.

## أفريقيا

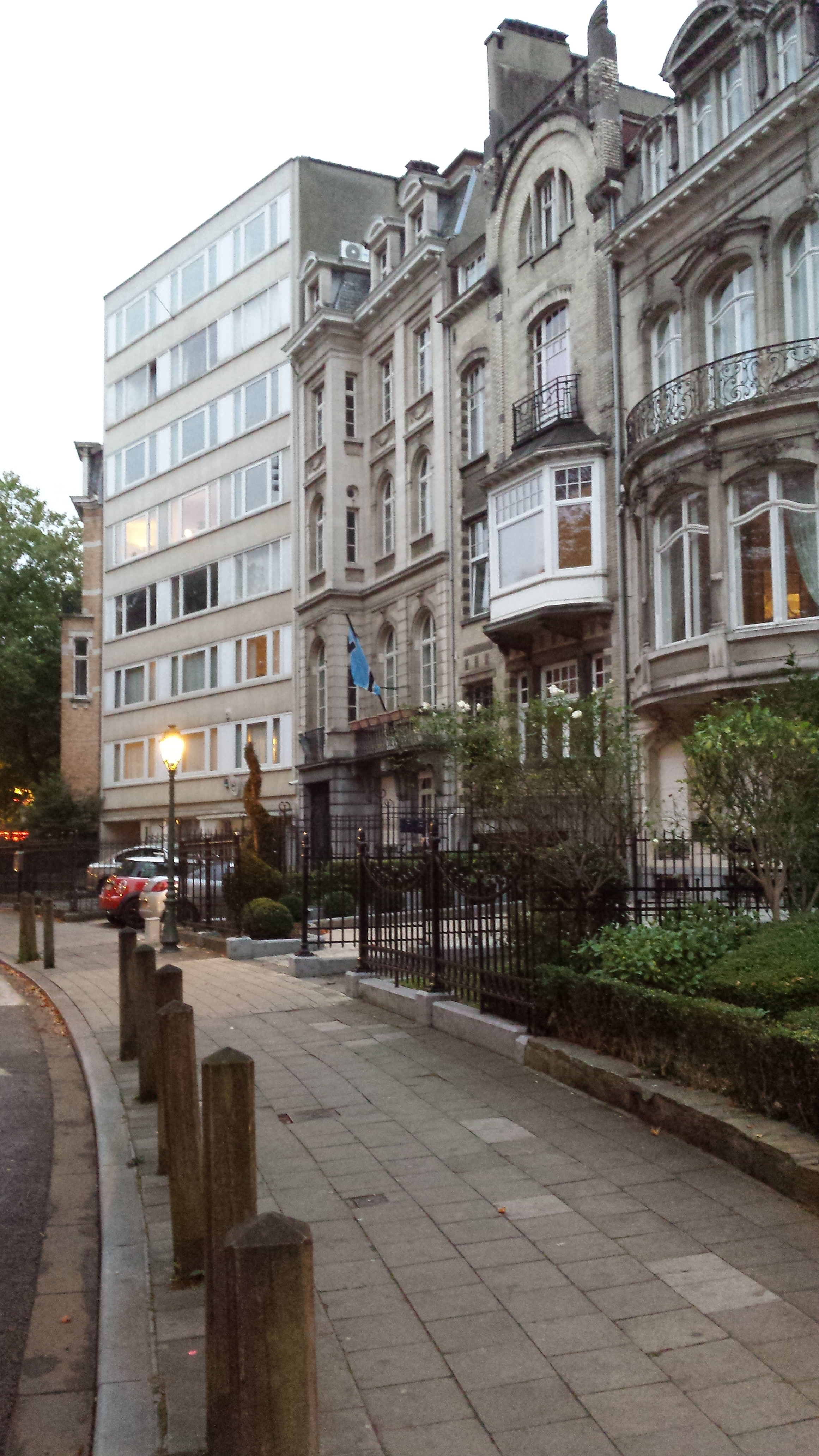
السفارة البوتسوانية في بروكسل

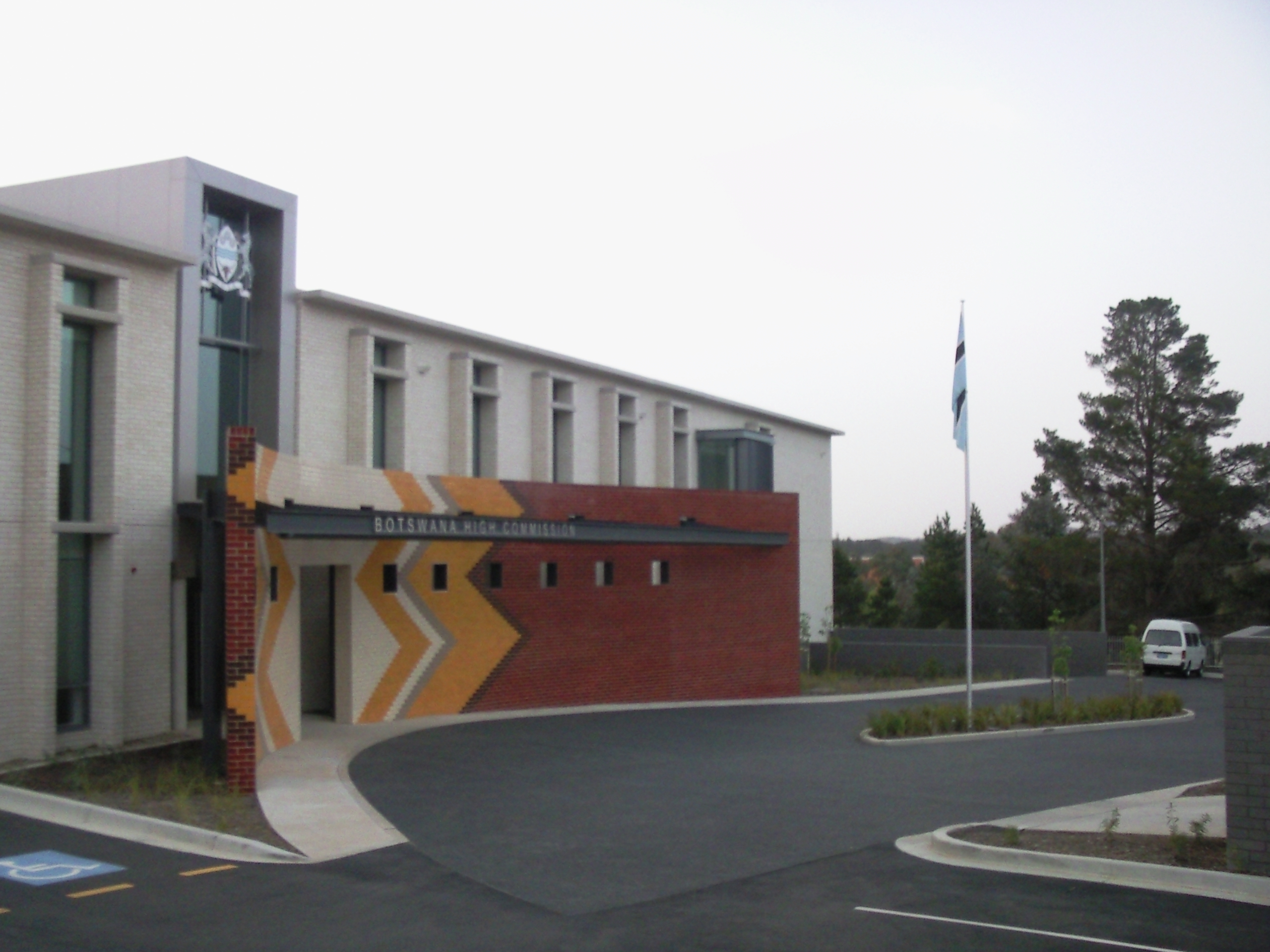
اللجنة العليا البوتسوانية في كانبرا

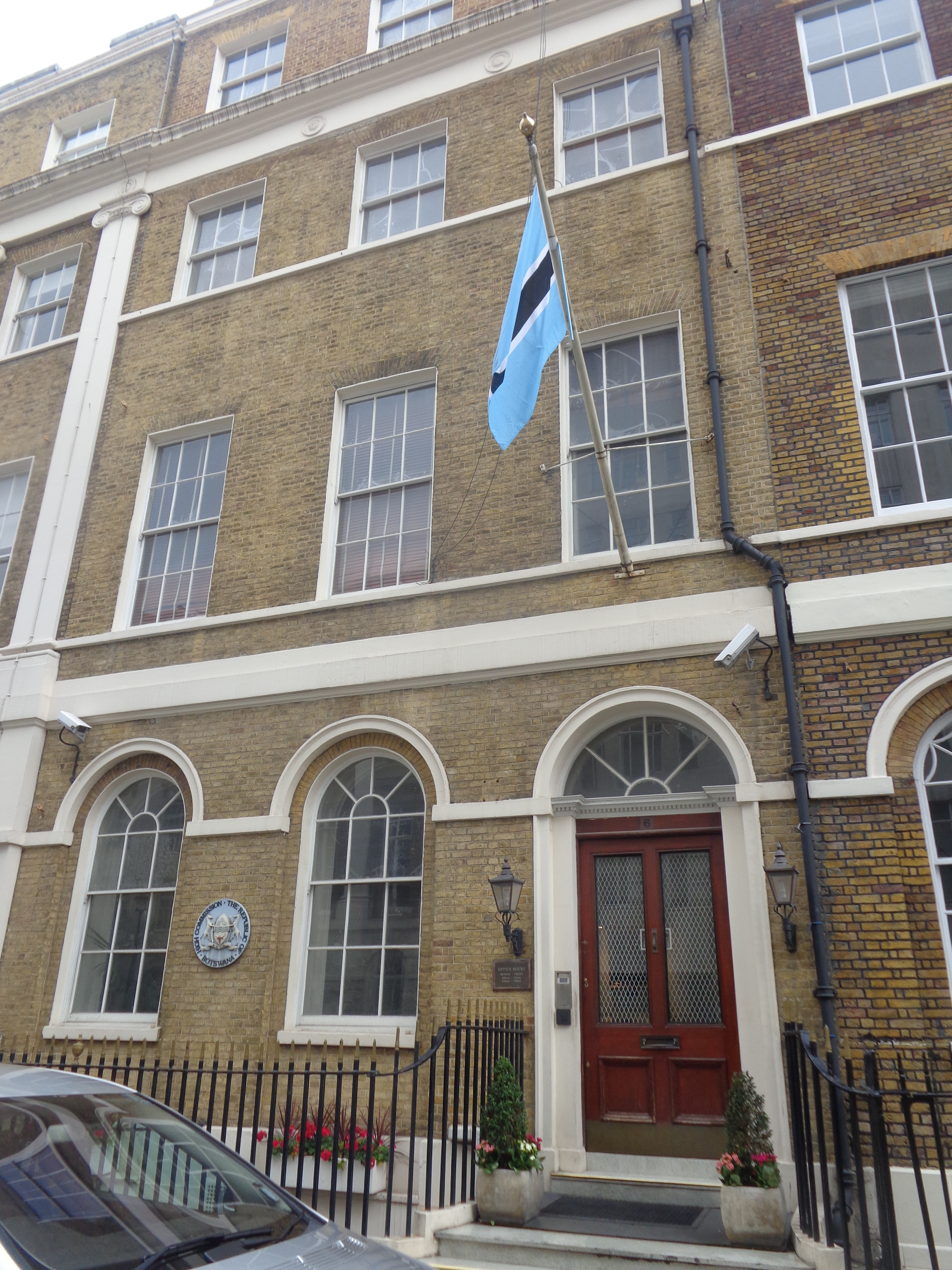
اللجنة العليا البوتسوانية في لندن

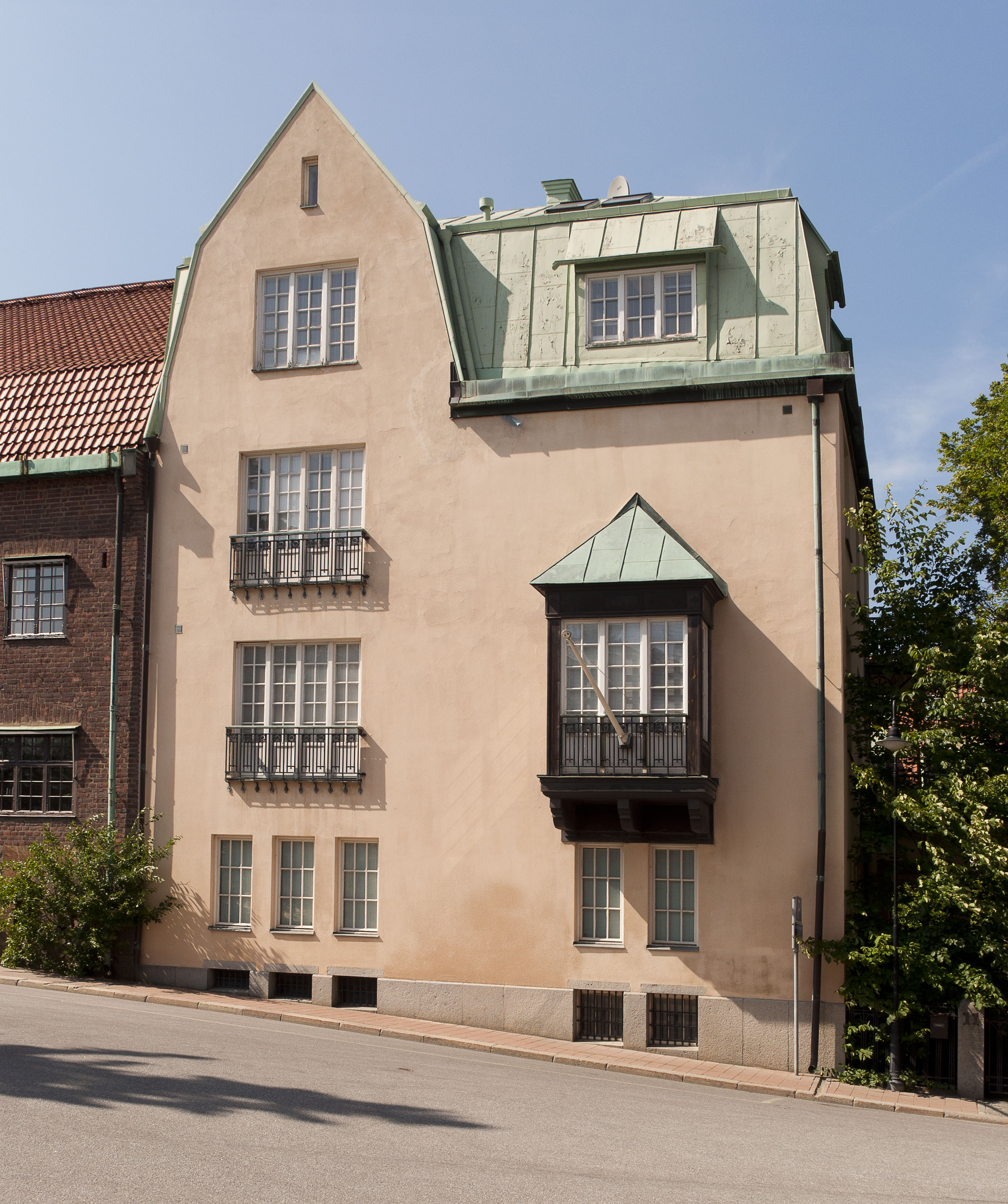
السفارة البوتسوانية في ستوكهولم

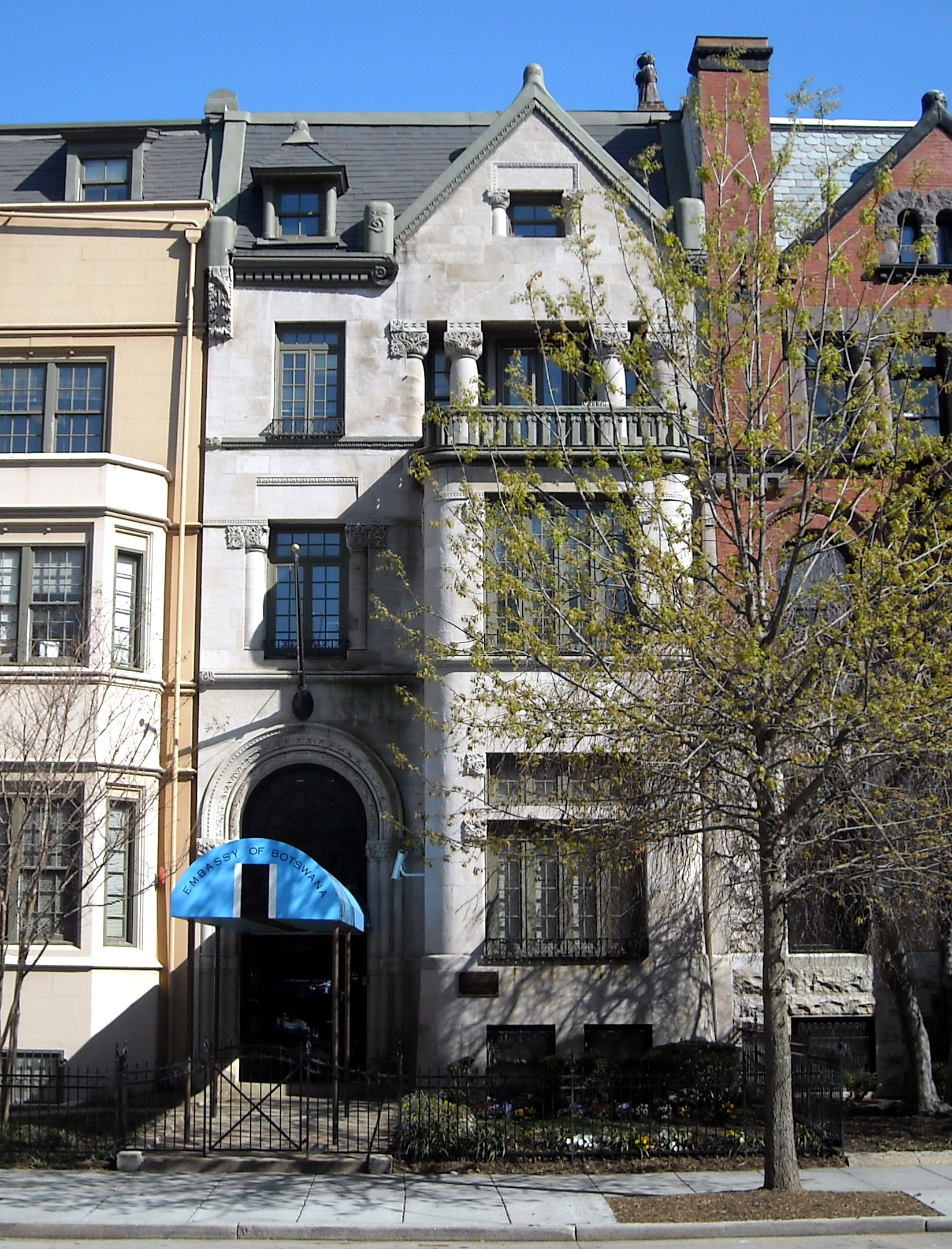
السفارة البوتسوانية في واشنطن العاصمة

- إثيوبيا
  - أديس أبابا (سفارة)
- كينيا
  - نيروبي (لجنة عليا)
- موزمبيق
  - مابوتو (لجنة عليا)
- ناميبيا
  - ويندهوك (لجنة عليا)
- نيجيريا
  - أبوجا (لجنة عليا)
- جنوب إفريقيا
  - بريتوريا (لجنة عليا)
  - كيب تاون (قنصلية عامة)
  - جوهانسبرغ (قنصلية عامة)
- زامبيا
  - لوساكا (لجنة عليا)
- زيمبابوي
  - هراري (سفارة)

## الأمريكتان
- البرازيل
  - برازيليا (سفارة)
- الولايات المتحدة
  - واشنطن العاصمة (سفارة)

## آسيا
- جمهورية الصين الشعبية
  - بكين (سفارة)
- الهند
  - نيودلهي (لجنة عليا)
- اليابان
  - طوكيو (سفارة)
- الكويت
  - مدينة الكويت (سفارة)

## أوروبا
- بلجيكا
  - بروكسل (سفارة)
- ألمانيا
  - برلين (سفارة)
- السويد
  - ستوكهولم (سفارة)
- المملكة المتحدة
  - لندن (لجنة عليا)

## أوقيانوسيا
- أستراليا
  - كانبرا (لجنة عليا)

## منظمات دولية وإقليمية
- الاتحاد الأوروبي
  - إقليم بروكسل العاصمة (بعثة إلى الاتحاد الأوروبي)
- الأمم المتحدة
  - جنيف (بعثة دائمة)
  - نيويورك (بعثة دائمة إلى الأمم المتحدة)